# Kamehameha II delle Hawaii

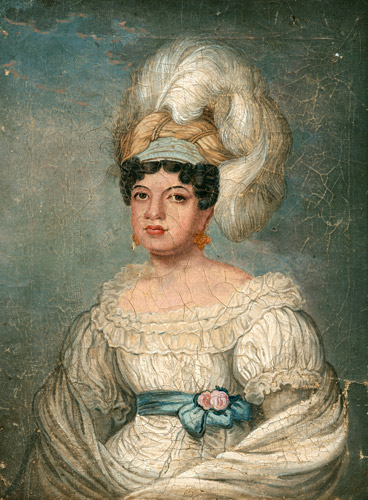
Regina Kamāmalu, sua consorte principale e sua sorellastra.

Kamehameha II, nato come Kalaninui kua Liholiho i ke kapu ʻIolani (Hilo, 1797 – Londra, 14 luglio 1824), è stato il secondo Re delle Hawaii dal 1819 al 1824.

## Biografia

### I primi anni
Liholiho nacque nel 1797 a Hilo, figlio primogenito di re Kamehameha I delle Hawaii e della sua moglie di alto rango, Keōpuolani. Il luogo della sua nascita era stato scelto per essere il più propizio possibile e per questo era stato scelto originariamente il sito di Kūkaniloko ma la malattia della regina le aveva risparmiato questo viaggio.
Affidato alle cure del servo più caro di suo padre, Hanapi, che lo portò con sé nell'isola di Kalaoa, per poi essere riportato indietro dopo sei mesi da sua nonna materna, Kekuʻiapoiwa Liliha, dal momento che secondo quest'ultima il bambino non si stava nutrendo correttamente. Kamehameha I, quindi, pose il piccolo alle cure di Kaʻahumanu (altra moglie di Kamehameha I), che venne nominata anche tutrice ufficiale di Liholiho.
Jean Baptiste Rives, un uomo di nazionalità francese giunto sull'isola all'inizio del secolo, insegnò al principe un poco di inglese e di francese, divenendone anche un fido amico e collaboratore (ʻaikāne) assieme ad altri personaggi chiave di quello che poi sarà il suo regno come Charles Kanaʻina, Kekūanāoʻa e Laʻanui.

### Ascesa al trono
Liholiho ereditò ufficialmente il trono alla morte di Kamehameha I nel maggio del 1819. Ad ogni modo, la regina Kaʻahumanu subito si dimostrò contraria a concedergli pienamente le redini dello Stato. Quando Liholiho giunse sulla spiaggia di Kailua (all'epoca capitale del regno), ella lo accolse portando sulle spalle il mantello di Kamehameha ed annunciò al popolo con grande sorpresa di Liholiho: "Noi governeremo la terra!". Liholiho, giovane e senza esperienza, non aveva altra scelta. Kaʻahumanu divenne la prima Kuhina Nui (coreggente) delle Hawaii, mentre il principe divenuto ora sovrano venne relegato ad un ruolo meramente cerimoniale.

### Il regno
Il suo breve regno fu caratterizzato da un profondo rinnovamento delle tradizioni culturali, infatti il Re abolì molte tradizioni ritenute troppo legate al passato e difficilmente inseribili in un contesto moderno. Per via della passione personale per la guerra condivisa con il padre fu un grande sostenitore del militarismo, infatti si rese protagonista di grandi investimenti in armi e di una grande flotta, di dimensioni sproporzionate rispetto a quelle della piccola nazione.
Kamehameha II è noto soprattutto per l''Ai Noa, la rottura dell'antico sistema di tabù religiosi (kapu) già sei mesi dopo la sua ascesa al trono quando sedette a cena con Kaʻahumanu e sua madre Keopuolani. A questo fatto seguirono l'abbandono delle pratiche rituali locali nonché la distruzioni di templi ed immagini sacre locali ritenute pagane.
Suo cugino Kekuaokalani gli richiese più volte di pensare a ritirare questi editti che andavano a colpire i sacerdoti hawaiani, permettendo la ricostruzione dei templi e l'allontanamento sia di Kalanimōkū che di Kaʻahumanu, ma Kamehameha II si rifiutò. Durante la battaglia di Kuamoʻo sull'isola delle Hawaii, le meglio equipaggiate forze del re riuscirono a battere gli ultimi difensori della religione tradizionale hawaiana. I primi missionari cristiani giunsero pochi mesi dopo su richiesta del sovrano in persona.
Il re, tuttavia, non si convertì mai ufficialmente al cristianesimo dal momento che si rifiutò di rinunciare a quattro delle sue cinque mogli ed al suo amore per l'alcol. Come suo padre prima di lui, infatti, Kamehameha II aveva sposato diverse mogli d'alto rango con lui imparentate, ma fu l'ultimo re hawaiano a praticare la poligamia. La favorita fra le sue mogli fu indubbiamente al sorellastra Kamāmalu. Kīnaʻu (sorella propria di Kamāmalu) fu la sua seconda moglie ed in seguito si risposò e divenne Kuhina Nui. La terza moglie era la principessa Kalani Pauahi che era anche sua nipote, figlia del suo fratellastro Pauli Kaōleiokū, che si risposerà poi. La quarta moglie era la sorellastra di Kamamalu e Kinau, Kekāuluohi. L'ultima moglie era la principessa Kekauʻōnohi, nipote di Liholiho e pronipote di Kamehameha I, che venne in seguito nominata governatrice delle isole di Maui e Kauaʻi.

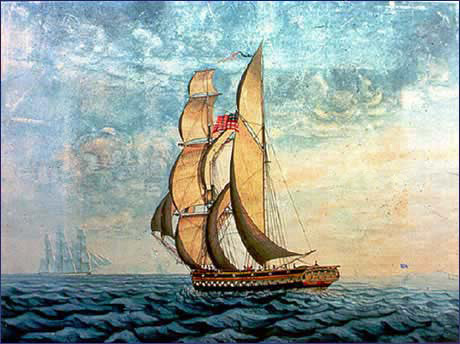
Lo yacht reale Haʻaheo o Hawaiʻi

Sotto l'aspetto della propria personalità, Kamahameha fu sempre molto impulsivo. Una volta, ad esempio, il 16 novembre 1820 acquistò uno yacht reale noto col nome di "Cleopatra's Barge" per 8000 picul di legno di sandalo (oltre un milione di sterline), che solo qualche anno prima era stato venduto per meno della metà. Kamehameha II era molto orgoglioso di questa imbarcazione; secondo Charles Bullard, agente dell'acquisto:
"Se volete sapere come la religione si regge sulle isole [delle Hawaii] ve lo posso confidare — Tutto il segreto sta nella nave del sovrano.
Già il 18 aprile 1822 alla nave furono necessarie le prime riparazioni in quanto il legno si trovava in più punti marcio e mal tenuto: per questi lavori il re fece arrivare il legno direttamente dalla costa dell'Oceano Pacifico e rinominò la nave Haʻaheo o Hawaiʻi ("Orgoglio delle Hawaii"). Dopo il nuovo varo avvenuto il 10 maggio 1823, andò affondato meno di un anno dopo.

### La fatale visita in Gran Bretagna

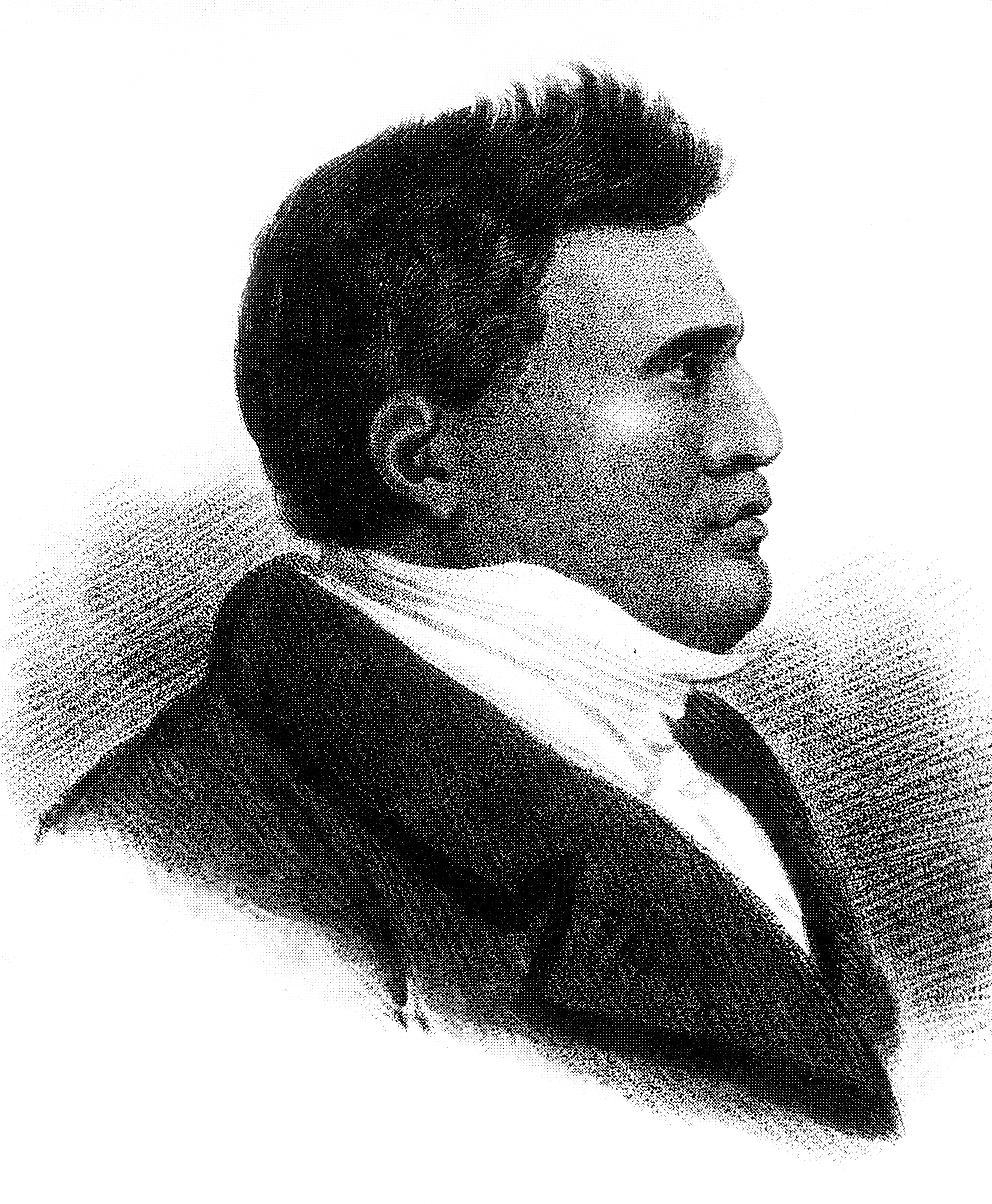
Schizzo del sovrano in visita a Londra poco prima della sua morte

Uno dei viaggi più importanti del suo regno Kamehameha lo compì a Londra, ma questo gli fu fatale. Le origini di questo viaggio vanno ricercate a partire dal 16 aprile 1822 quando il missionario inglese William Ellis giunse sull'isola a bordo dello schooner Prince Regent dotato di sei cannoni, un dono da parte del re inglese a Kamehameha II che subito si impegnò per fargli pervenire un messaggio di sentito ringraziamento per il graditissimo dono da aggiungere alla sua già copiosa collezione, richiedendo nel contempo maggiori contatti diplomatici tra i due paesi. Egli era intenzionato a recarsi a Londra, ma tutti i suoi consiglieri tra cui Keōpūolani e Kaʻahumanu erano contrari all'idea. Dopo che sua madre Keōpūolani morì il 16 settembre 1823, mise in atto il suo piano per raggiungere l'Inghilterra.
Nel novembre del 1823 Kamehameha II e la regina Kamāmalu affittarono la nave inglese L'Aigle al comando del capitano Valentine Starbuck per portarli a Londra. Assieme a loro erano presenti il gran capo Boki e la moglie Kuini Liliha, oltre ad altri dignitari tra cui Manuia, Naihekukui, James Young Kānehoa, Kekūanāoʻa, Kauluhaimalama, Naʻaiweuweu e Naukane che avevano già visitato America ed Inghilterra.
Ellis si offrì come traduttore e guida, ma Starbuck si rifiutò di accoglierlo a bordo, preferendogli invece Rives che venne imbarcato col gruppo.
Nel febbraio del 1824 la corte giunse a Rio de Janeiro nel Brasile da poco divenuto indipendente dal Portogallo dove il sovrano ebbe l'occasione di incontrare l'imperatore Pietro I. Il sovrano locale fece dono a Kamehameha II di una spada ceremoniale, ed in cambio ricevette un mantello di piume hawaiano realizzato col piumaggio di rari uccelli hawaiani che oggi si trova esposto al Museo Nazionale del Brasile.

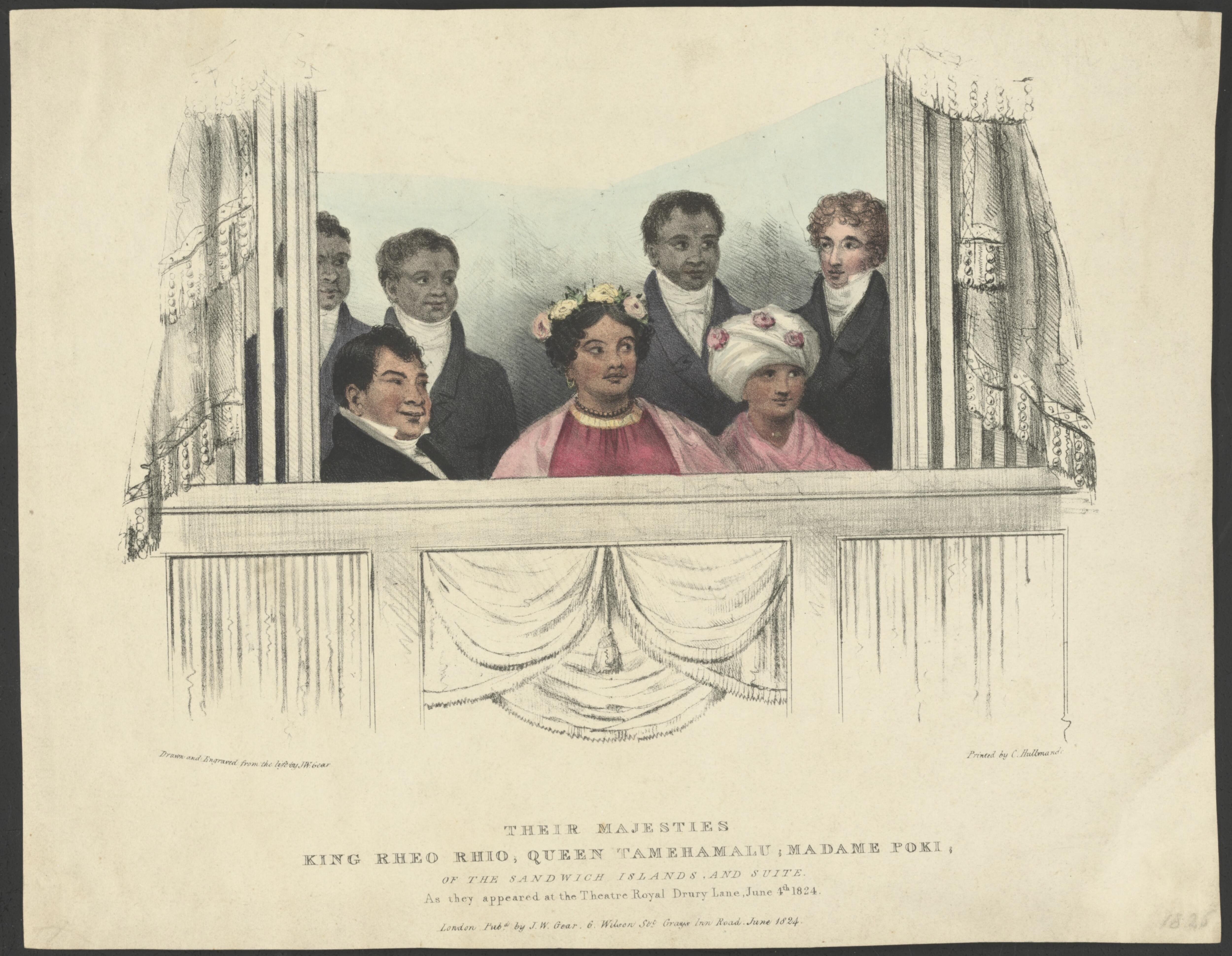
Il palco d'onore all'opera di Londra, 1824

L'intera corte ripartì quindi alla volta dell'Inghilterra giungendo il 17 maggio 1824 a Portsmouth, ed il giorno successivo vennero alloggiati al Caledonian Hotel di Londra. Il Segretario di Stato per gli Affari Esteri George Canning nominò Frederick Gerald Byng (1784–1871) quale supervisore della visita dei reali nel Regno Unito. Byng era all'epoca Gentleman Usher, figlio quintogenito di John Byng, V visconte Torrington ed amico di Beau Brummell. Il loro arrivo venne notato dalla stampa locale con un misto di curiosità e derisione. Gli inglesi non erano nemmeno chiari su come dovessero chiamare il sovrano, pronunciando il suo nome "Liholiho" talvolta con deformazioni come "Rheo Rhio" o "Ilio Ilio". Alcuni inoltre denotarono come in hawaiano ʻīlio ʻīlio volesse dire "cane dei cani".
Il 28 maggio la corte inglese organizzò un grande ricevimento con oltre 200 invitati in onore della famiglia reale hawaiana che poi visitò Londra, facendo tappa all'Abbazia di Westminster dove il sovrano si rifiutò ad ogni modo di entrare per non dissacrare le sepolture dei reali li conservate. Bill Mai'oho, il curatore del Mausoleo Reale delle Hawaii, "Liholiho, re Kamehameha II, si rifiutò di metterci piede dal momento che egli non era imparentato (come voleva la tradizione hawaiana) con i morti ivi sepolti. Egli non sentiva di avere il diritto di camminare attorno alle loro arche. Non volle dissacrare con la sua presenza i loro luoghi di riposo eterno." Il 31 maggio successivo la famiglia reale venne invitata ad un'opera e ad un balletto tenutisi alla Royal Opera House di Covent Garden, e nuovamente al Theatre Royal di Drury Lane il 4 giugno.

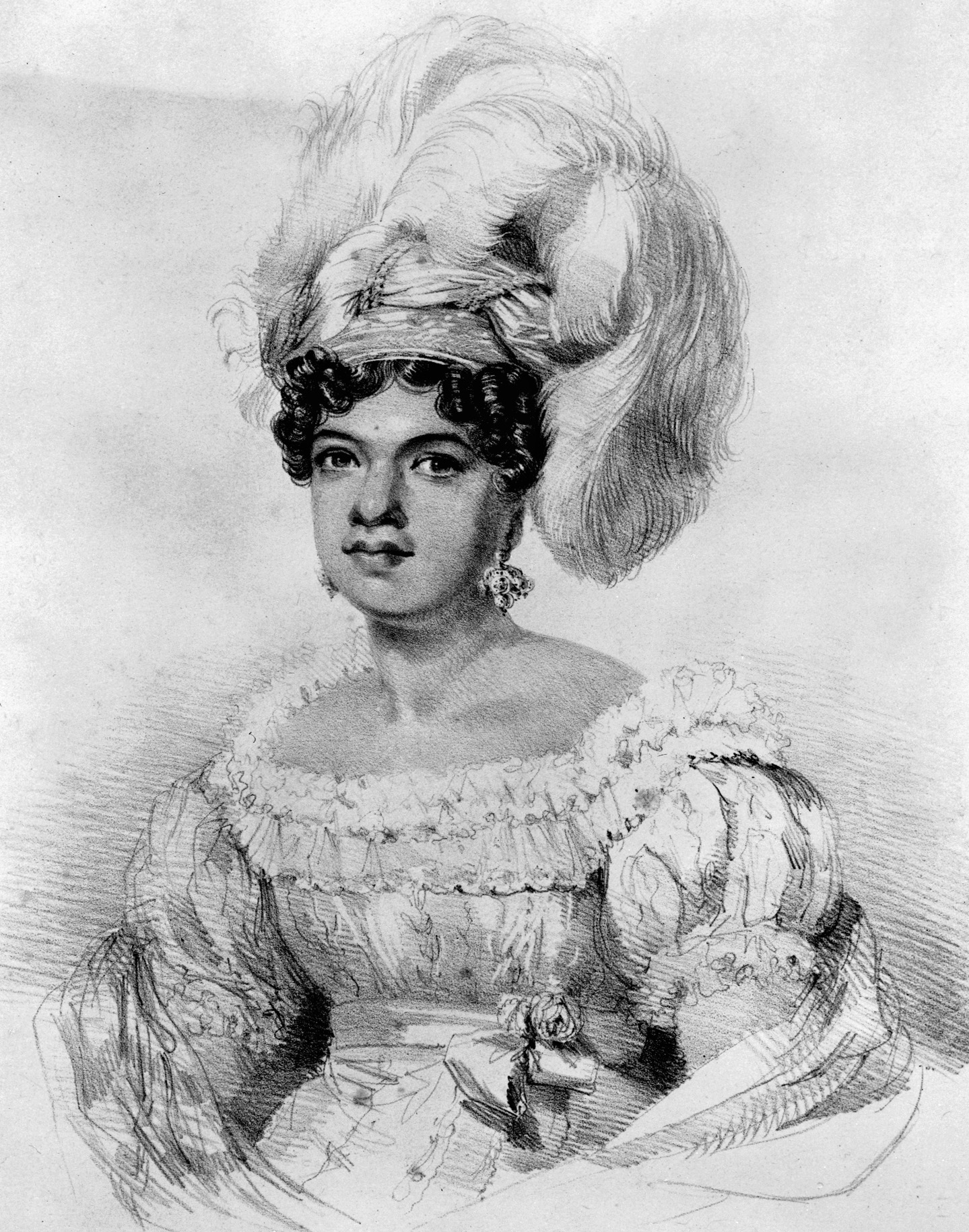
La regina consorte Kamāmalu a Londra

Re Giorgio IV alla fine programmò un incontro coi regnanti il 21 giugno, ma questo venne rimandato a causa di una influenza contratta da Kamāmalu. L'intera corte hawaiana aveva infatti contratto il morbillo, malattia probabilmente contratta durante la visita del 5 giugno al Royal Military Asylum (oggi Duke of York's Royal Military School). Kamāmalu morì l'8 luglio 1824 e lo stesso re Kamehameha II morì sei giorni più tardi il 14 luglio 1824.
Una grande folla si presentò al Caledonian Hotel dal 17 luglio per porgere l'ultimo saluto ai regnanti.
Il 18 luglio i corpi vennero collocati in bare e posti presso la cripta di St Martin-in-the-Fields dove attesero di essere trasportati a casa. Boki alla fine riuscì ad avere una udienza con re Giorgio IV al quale relazionò il fatto.
Nel settembre del 1824 i corpi reali fecero ritorno nelle Hawaii a bordo dell'enorme fregata inglese Template:HMS al comando del capitano George Anson Byron.
La Blonde giunse ad Honolulu il 6 maggio 1825. Kalanimōkū aveva saputo della morte dei reali tramite lettera direttamente da Rives così che nelle Hawaiian tutto potesse essere preparato per tempo, funerali compresi, che si tennero con una lunga processione capeggiata dal cappellano della nave e da un missionario americano.
La coppia reale venne sepolta presso lo ʻIolani Palace. Successivamente le salme vennero trasferite al Mausoleo Reale delle Hawaii noto come Mauna ʻAla. Kamehameha II venne succeduto da suo fratello minore Kauikeaouli, che divenne re col nome di Kamehameha III.

## Albero genealogico
|                                                      |                                      |                                                            | Genitori                                             |  |  | Nonni |  |  | Bisnonni                                       |  |  | Trisnonni                                          |  |
|                                                      |                                      |                                                            |                                                      |  |  |       |  |  | Principe Keʻeaumoku Nui dell'Isola di Hawaii * |  |  | Re Keaweikekahialiʻiokamoku dell'Isola di Hawaii * |  |
|                                                      |                                      |                                                            |                                                      |  |  |       |  |  | Principe Keʻeaumoku Nui dell'Isola di Hawaii * |  |  | Re Keaweikekahialiʻiokamoku dell'Isola di Hawaii * |  |
|                                                      |                                      | Principessa Kalanikauleleaiwi dell'Isola di Hawaii *       |                                                      |  |  |       |  |  | Principe Keʻeaumoku Nui dell'Isola di Hawaii * |  |  |                                                    |  |
| Aliʻi Nui Keōua Kalanikupuapaʻikalaninui di Kohala * |                                      |                                                            |                                                      |  |  |       |  |  | Principe Keʻeaumoku Nui dell'Isola di Hawaii * |  |  |                                                    |  |
|                                                      |                                      | Aliʻi Nui Kamakaʻimoku di Oʻahu *                          | Aliʻi Nui Jefe Ku-a-Nuʻuanau di Oʻahu                |  |  |       |  |  |                                                |  |  |                                                    |  |
|                                                      |                                      | Aliʻi Nui Kamakaʻimoku di Oʻahu *                          | Aliʻi Nui Jefe Ku-a-Nuʻuanau di Oʻahu                |  |  |       |  |  |                                                |  |  |                                                    |  |
|                                                      |                                      | Aliʻi Nui Kamakaʻimoku di Oʻahu *                          | Aliʻi Nui Umiula-a-Kaʻahumanu di Kohala              |  |  |       |  |  |                                                |  |  |                                                    |  |
| Re Kamehameha I delle Hawaii                         |                                      | Aliʻi Nui Kamakaʻimoku di Oʻahu *                          |                                                      |  |  |       |  |  |                                                |  |  |                                                    |  |
|                                                      |                                      | Aliʻi Nui Haʻae-a-Mahi di Kohala                           | Aliʻi Nui Kauaua-a-Mahi di Kohala                    |  |  |       |  |  |                                                |  |  |                                                    |  |
|                                                      |                                      | Aliʻi Nui Haʻae-a-Mahi di Kohala                           | Aliʻi Nui Kauaua-a-Mahi di Kohala                    |  |  |       |  |  |                                                |  |  |                                                    |  |
|                                                      |                                      | Aliʻi Nui Haʻae-a-Mahi di Kohala                           | Principessa Kalanikauleleaiwi dell'Isola di Hawaii * |  |  |       |  |  |                                                |  |  |                                                    |  |
| Aliʻi Nui Kekuʻiapoiwa II di Kailua-Kona             |                                      | Aliʻi Nui Haʻae-a-Mahi di Kohala                           |                                                      |  |  |       |  |  |                                                |  |  |                                                    |  |
|                                                      |                                      | Principessa Kekelakekeokalani-a-Keawe dell'Isola di Hawaii | Re Keaweikekahialiʻiokamoku dell'Isola di Hawaii *   |  |  |       |  |  |                                                |  |  |                                                    |  |
|                                                      |                                      | Principessa Kekelakekeokalani-a-Keawe dell'Isola di Hawaii | Re Keaweikekahialiʻiokamoku dell'Isola di Hawaii *   |  |  |       |  |  |                                                |  |  |                                                    |  |
|                                                      |                                      | Principessa Kekelakekeokalani-a-Keawe dell'Isola di Hawaii | Principessa Kalanikauleleaiwi dell'Isola di Hawaii * |  |  |       |  |  |                                                |  |  |                                                    |  |
| Kamehameha II delle Hawaii                           |                                      | Principessa Kekelakekeokalani-a-Keawe dell'Isola di Hawaii |                                                      |  |  |       |  |  |                                                |  |  |                                                    |  |
|                                                      | Re Kalaniʻōpuʻu dell'Isola di Hawaii | Principe Kalaninuiamamao dell'Isola di Hawaii              |                                                      |  |  |       |  |  |                                                |  |  |                                                    |  |
|                                                      | Re Kalaniʻōpuʻu dell'Isola di Hawaii | Principe Kalaninuiamamao dell'Isola di Hawaii              |                                                      |  |  |       |  |  |                                                |  |  |                                                    |  |
|                                                      | Re Kalaniʻōpuʻu dell'Isola di Hawaii | Aliʻi Nui Kamakaʻimoku di Oʻahu                            |                                                      |  |  |       |  |  |                                                |  |  |                                                    |  |
| Re Kīwalaʻō dell'Isola di Hawaii                     | Re Kalaniʻōpuʻu dell'Isola di Hawaii |                                                            |                                                      |  |  |       |  |  |                                                |  |  |                                                    |  |
|                                                      |                                      | Principessa Kalola Pupuka-o-Honokawailani di Maui *        | Re Kekaulike di Maui *                               |  |  |       |  |  |                                                |  |  |                                                    |  |
|                                                      |                                      | Principessa Kalola Pupuka-o-Honokawailani di Maui *        | Re Kekaulike di Maui *                               |  |  |       |  |  |                                                |  |  |                                                    |  |
|                                                      |                                      | Principessa Kalola Pupuka-o-Honokawailani di Maui *        | Principessa Kekuʻiapoiwa di Maui *                   |  |  |       |  |  |                                                |  |  |                                                    |  |
| Principessa Keōpūolani dell'Isola di Hawaii          |                                      | Principessa Kalola Pupuka-o-Honokawailani di Maui *        |                                                      |  |  |       |  |  |                                                |  |  |                                                    |  |
|                                                      |                                      | Aliʻi Nui Keōua Kalanikupuapaʻikalaninui di Kohala *       | Principe Keʻeaumoku Nui dell'Isola di Hawaii *       |  |  |       |  |  |                                                |  |  |                                                    |  |
|                                                      |                                      | Aliʻi Nui Keōua Kalanikupuapaʻikalaninui di Kohala *       | Principe Keʻeaumoku Nui dell'Isola di Hawaii *       |  |  |       |  |  |                                                |  |  |                                                    |  |
|                                                      |                                      | Aliʻi Nui Keōua Kalanikupuapaʻikalaninui di Kohala *       | Aliʻi Nui Kamakaʻimoku di Oʻahu *                    |  |  |       |  |  |                                                |  |  |                                                    |  |
| Aliʻi Nui Kekuʻiapoiwa Liliha dell'Isola di Hawaii   |                                      | Aliʻi Nui Keōua Kalanikupuapaʻikalaninui di Kohala *       |                                                      |  |  |       |  |  |                                                |  |  |                                                    |  |
|                                                      |                                      | Principessa Kalola Pupuka-o-Honokawailani di Maui *        | Re Kekaulike di Maui *                               |  |  |       |  |  |                                                |  |  |                                                    |  |
|                                                      |                                      | Principessa Kalola Pupuka-o-Honokawailani di Maui *        | Re Kekaulike di Maui *                               |  |  |       |  |  |                                                |  |  |                                                    |  |
|                                                      |                                      | Principessa Kalola Pupuka-o-Honokawailani di Maui *        | Principessa Kekuʻiapoiwa di Maui *                   |  |  |       |  |  |                                                |  |  |                                                    |  |
|                                                      |                                      | Principessa Kalola Pupuka-o-Honokawailani di Maui *        |                                                      |  |  |       |  |  |                                                |  |  |                                                    |  |